# NK Ban Jelačić Banovo
NK Ban Jelačić Banovo nogometni je klub iz Banova pokraj Vrbovca. Klub se natječe u 1. ŽNL – Istok.

## Povijest
Nogometni klub Ban Jelačić osnovan je 1975. godine. 
Najviši rang u kojem je klub igrao bio je u razdoblju od 1980. do 1986. godine kada se pod imenom Dinamo Banovo natjecao u MOL-u Zagrebačkog nogometnog saveza.
U novije doba funkciju predsjednika kluba obnašao je Dragutin Markuš u čijem se mandatu klub vratio u 1. ŽNL gdje je nastupao do sezone 2016./2017. kada s pretpostljednjeg mjesta na ljestvici pada u niži rang.
2012. godina ostaje upamćena kao godina povratka u 1. ligu kada je Banovo kao neporaženi klub protutnjao drugom ligom. Svim simpatizerima kluba posebno ostaje u pamćenju nezaboravna utakmica protiv Milke Trnine u Vezišću gdje Banovo dolazi s malom prednošću u odnosu na svoje glavne rivale. Utakmica započinje ranim crvenim kartonom za Marija Šalamuna, no Banovo ipak golovima Saše Uremovića i Dina Juričića dolazi do prednosti od 2-0. U nastavku domaća ekipa sve više pritišće te izjednačava na 2-2 a fantastični Darijo Uremović pred kraj utakmice brani jedanaesterac i odvodi Banovo u 1. ligu.
Nakon niza godina u višem rangu Banovo 2017. doživljava krizu u upravljanju klubom što se odrazilo i na rezultate te Banovo ponovno ispada u 2. ŽNL. Tadašnji predsjednik kluba Josip Fileš podnosi ostavku a u rad kluba uključuju se igrači koji postaju članovi uprave a na čelo kluba sjeda Dejan Trifković. Dvije godine Banovo je provelo u 2. ŽNL, da bi u sezoni 2018./2019. uvjerljivo osvojili 1. mjesto s 12 bodova prednosti ispred Milke Trnine. Kao i 2012. godine ostaje upamćena utakmica u Vezišću kada se dva rivala susreću s tek nekoliko bodova razlike. Ovoga puta domaćini su bili znatno kvalitetnija ekipa ali Banovo golovima Ivana Colarića i Stipe Pranjića odnosi pobjedu 2-1 pred velikim brojem navijača obje ekipe. 
2020. uspješno je završen projekt postavljanja rasvjete na cijelom terenu što je gotovo u potpunosti samostalno financirano iz sredstava kluba. 
Nogometni klub Banovo osim sportskog djelovanja čest je sudionik događanja u Vrbovcu, te je uz pomoć grada Vrbovca bio jedini objekt koji je u cijelom periodu nudio hranu i piće na povijesnom prvom adventu u Vrbovcu. Također, klub često organizira humanitarne akcije te sudjeluje u akcijama pomoći Crvenom Križu Vrbovec. 

## Sportski centar Banovo
Banovo osim nogometnog terena ima i ostale sportske sadržaje od kojih je svakako najposjećeniji ribnjak na kojem se često održavaju natjecanja u lovu na babuške.
U ljetnim mjesecima brojni mladi iz Banova i okolice dolaze igrati odbojku na pijesku na igralištu koje se nalazi odmah uz nogometni teren.
Sama zgrada nogometnog kluba Banovo je u ruševnom stanju, te se u suradnji s gradskom vlasti planira izgradnja nove zgrade za potrebe kluba.

## Trenutni sastav
2020./2021.
Vratari: Renato Brleković, Darijo Uremović
Igrači: Zdravko Tarandek, Dražen Tarandek, Denis Škrinjar, Stipo Pranjić, Saša Uremović, Makro Mikulić, Darko Tarandek, Ivan Colarić, Ivan Franjić, Dino Juričić, Sandi Šoda, Domagoj Škrinjar, Matija Benedik, Matija Petriš, Tomislav Hajak, Vilim Ronjak, Matija Trošić, Anto Aračić, Mihael Brablec, Matej Petrak, Patrik Kresaj, Antonio Jurić, Mateo Jakopic, Matej Hren, Mislav Martinjak

## Treneri
2016 - 2017  - Tomislav Zajec
2017 - 2019 - Željko Jedvaj
2019 - trenutno - Mladen Falčević

## Najveći uspjesi
2. ŽNL – Istok: Pobjednici: 2011-2012, 2018-2019
Županijski kup: Pobjednici:

## Vanjske poveznice
- NK Ban Jelačić Banovo - službena stranica